# 诺罗勒
诺罗勒（法語：Norolles，法語發音：[nɔʁɔl] ⓘ）是法国卡尔瓦多斯省的一个市镇，属于利雪区。

## 地理
诺罗勒（49°11'58"N, 0°14'26"E）面积6.52 平方千米，位于法国诺曼底大区卡爾瓦多斯省，该省份为法国西北部沿海省份，北濒大西洋英吉利海峡，东北与滨海塞纳省以海上边界相接，东临厄尔省，南至奧恩省，西与芒什省接壤。
与诺罗勒接壤的市镇（或旧市镇、城区）包括：欧日地区勒布勒伊、科坎维利耶、福盖尔农、乌伊勒维孔特、罗克、圣菲尔贝德尚。

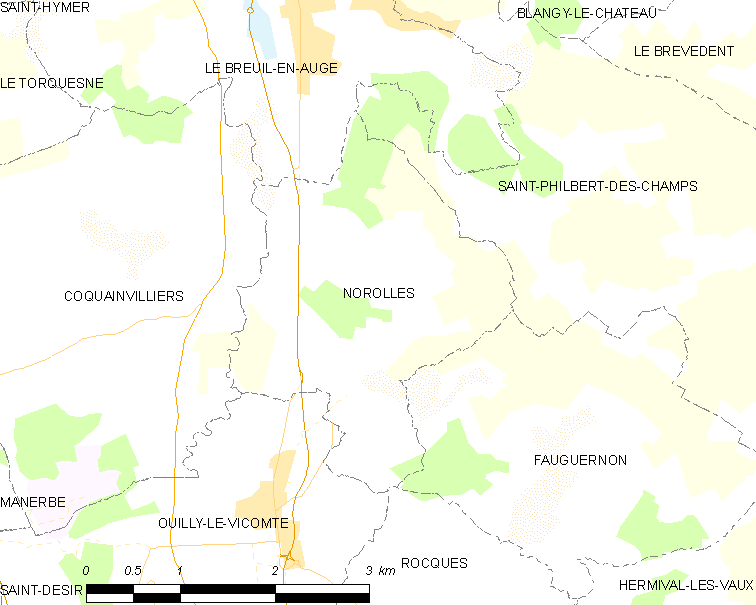
诺罗勒的OSM定位图

诺罗勒的时区为UTC+01:00、UTC+02:00（夏令时）。

## 行政
诺罗勒的邮政编码为14100，INSEE市镇编码为14466。

## 政治
诺罗勒所属的省级选区为蓬莱韦克县。

## 人口

1962-2008年间诺罗勒人口变化图示

诺罗勒于2022年1月1日时的人口数量为350人。